# Толстой, Андрей Ильич
Граф Андрей Ильич Толстой (13 апреля 1895, Гринево, Чернский уезд, Тульская губерния — 16 апреля 1920, Феодосия, Крым) — штабс-ротмистр лейб-гвардии Драгунского полка, герой Первой мировой войны, участник Белого движения. Внук писателя Льва Толстого.

## Биография
Родился в сельце Гринево Чернского уезда Тульской губернии. Сын графа Ильи Львовича Толстого (1866—1933) и жены его Софьи Николаевны Философовой (1867—1934). Внук писателя Льва Толстого.
Окончил Калужское реальное училище. С началом Первой мировой войны поступил вольноопределяющимся в лейб-гвардии Драгунский полк, состоял в 4-м эскадроне полка. Награждён Георгиевским крестом 4-й степени, затем Георгиевским крестом 3-й степени
За то, что 19 февраля 1915 года, участвуя в атаке на германскую заставу, проявил выдающееся мужество и храбрость, своим примером увлек товарищей и, проскочив через цепь неприятельских стрелков, атаковал коноводов, чем способствовал обратить в бегство заставу.
12 марта 1915 года произведен главнокомандующим армиями Северо-Западного фронта в прапорщики «за отличия в делах против неприятеля» (производство утверждено Высочайшим приказом от 6 ноября 1915). Произведен в корнеты 8 февраля 1916 года «за отличия в делах против неприятеля». 11 мая 1916 года был переведен в лейб-гвардии Драгунский полк. Позднее был прикомандирован к лейб-гвардии 3-му стрелковому полку. Пожалован Георгиевским оружием
За то, что в бою 5 октября 1916 года в Квадратном лесу у д. Войнич, приняв в командование, в чине корнета, 9-ю и 10-ю роты лейб-гвардии 3-го стрелкового полка, под сильнейшим огнем противника, перешел в контр-атаку, отбил утерянные окопы назад, несмотря на ураганный огонь неприятеля и контр-атаки, удержал окопы в своих руках.
Произведён в поручики 26 января 1917 года.
В Гражданскую войну штабс-ротмистр граф Толстой участвовал в Белом движении в составе Добровольческой армии и Вооруженных сил Юга России. В апреле 1919 года — в эскадроне лейб-гвардии Драгунского полка во 2-м гвардейском Сводно-кавалерийском полку, в январе 1920 — в Сводно-кирасирском эскадроне Гвардейского отряда в Крыму. Убит 3 апреля 1920 года в бою у хутора Филатова на Перекопе. Полковник Н. Н. Главацкий вспоминал:

По рассказам уносившего его тяжело раненого, ротмистр гр. Андрей Ильич Толстой выпустил все патроны своего маузера в наседающих цепью буденовцев и потерял сознание, истекая кровью. Его торжественно хоронят вместе с зарубленными тогда командиром Кирасирского эскадрона подполковником маркизом Альбицци и конно-гренадером поручиком Костиным на кладбище кол. Берлин, около Грамматиково.

Однако штабс-ротмистр А. А. Литвинов отмечал, что полковник Г. Ф. Альбицци был похоронен не в колонии Берлин, а в Феодосии. Точное место захоронения графа Толстого неизвестно, однако в 2020 году на кладбище крымского села Плодородного (бывшая немецкая колония Берлин) был установлен памятник.

## Награды
- Георгиевский крест 4-й ст. (№ 134152)
- Георгиевский крест 3-й ст. (№ 16296)
- Орден Святой Анны 4-й ст. с надписью «за храбрость» (ВП 4.07.1916)
- Орден Святого Станислава 3-й ст. с мечами и бантом (ВП 10.09.1916)
- Орден Святой Анны 3-й ст. с мечами и бантом (ВП 6.02.1917)
- Георгиевское оружие (ПАФ 22.05.1917)